# Черноморец (курорт)
Вижте пояснителната страница за други значения на Черноморец.
Черноморец е курортна местност край кв. Галата на Варна с едноименни къмпинг и хижа.
Разположена е на 10 км южно от центъра на града в гъста гора непосредствено до защитената местност Ракитника. Граничи с курортно селище Фичоза и местността Паша дере. Известен е плажът, който се посещава най-вече от местното население. Край него са разположени бунгала и почивни станции, предимно на предприятия от времето на социализма, както и на държавни институции.
Местността е включена в маршрутите на Българския туристически съюз. От хижа „Черноморец“ тръгват туристически пътеки към защитените територии Ракитника и Лимана, както и към Паша дере и нос Галата. Природата е сравнително непокътната от човешката дейност. Брегът е стръмен, а крайбрежието се редува от малки пясъчни плажчета с едри скали, попаднали в морето заради свлачищни процеси. В района са разположени и рибарски вили.